# Standseilbahnen und Aufzüge von Valparaíso
Bei den Standseilbahnen und Aufzügen von Valparaíso (Ascensores de Valparaíso) handelt es sich um einen Aufzug und zahlreiche kurzstreckige Standseilbahnen, die den oberen Teil der Stadt mit dem unteren verbinden und als historische Denkmäler stadtbildprägend sind. Der im Spanischen gebrauchte Name Ascensor bedeutet wörtlich „Aufzug“, wird aber als Bezeichnung für die Standseilbahnen gebraucht. Der einzige Aufzug im tatsächlichen Sinn ist Polanco.
Aufgrund der Steilheit der Hügel ist es schwierig und langwierig, verschiedene Stadtviertel zu Fuß oder mit anderen öffentlichen Verkehrsmitteln zu erreichen. Daher erfüllen die Aufzüge die Funktion, den oberen Teil der Stadt schnell mit dem unteren Teil, dem sogenannten Plan, zu verbinden, wobei die meisten von ihnen nicht mehr als eine Minute für ihre Fahrt benötigen.

## Geschichte
Diese besonderen städtischen Verkehrsmittel leiden unter dem natürlichen Verschleiß. Zwischen 1883 und 1931 wurden in Valparaíso insgesamt 30 Aufzüge in Betrieb genommen, im Januar 2020 waren noch 10 in Betrieb sowie 6 mit ausstehenden Reparaturarbeiten, 13 Aufzüge gelten als verloren und der Aufzug Santo Domingo könnte wiederhergestellt werden. Zu den Gründen für das Verschwinden oder den Stillstand der Aufzüge gehören Schäden durch Erdbeben, Brände, Erdrutsche und mangelhafte Pflege dieser lebendigen Denkmale der Industriekultur.
Die 16 verbleibenden Aufzüge wurden zu Denkmälern erklärt. Der Ascensor Polanco erhielt diese Kategorie 1974, 14 weitere am 1. September 1998 und der Ascensor Van Buren im Jahr 2010.
Außerdem sind die Aufzüge Teil der Welterbestätte Historisches Viertel der Hafenstadt Valparaíso und im einschlägigen Dossier explizit erwähnt (siehe Welterbe in Chile).
Von den 16 deklarierten historischen Denkmälern gehören 5 der Kommune – Baron, Peral, Polanco, Reina Victoria und San Agustin; die anderen befinden sich in Privatbesitz: Florida, Mariposas und Monjas gehörten der Compañía Nacional de Ascensores S. A; Artillería, Concepción und Cordillera gehörten zu Ascensores Mecánicos de Valparaíso; Espíritu Santo, Larraín und Villaseca gehörten zu Ascensores Valparaíso S. A.; und Lecheros (seit 2007 wegen eines Brandes stillgelegt) gehörte Justo Maturana (Compañía de Ascensores del Cerro Lecheros Ltda).
Zehn dieser privaten Aufzüge wurden im Mai 2012 von der Regierung gekauft und nur der zuletzt genannte wurde aus diesem Plan herausgelassen, obwohl später der Kauf in zwei Raten genehmigt wurde, der im ersten Quartal 2015 hätte abgeschlossen sein sollen.
In der Nachbarstadt Viña del Mar (Teil des Großraums Valparaíso) heißt der einzige existierende Aufzug Villanelo, der am 5. September 1983 eingeweiht wurde und zwei Enden der Straße über einen hohen Abhang verbindet.

## Aufzüge
Diese Tabelle gibt die einzelnen Seilbahnen nach Erbauungsjahr an. Am Ende der Tabelle kommt der Ascensor Van Buren, der sich im Gelände des gleichnamigen Spitals befindet und nur eingeschränkt zugänglich ist, und der Ascensor Villanelo, der sich in Viña del Mar befindet. Bereits abgebaute Anlagen sind grau unterlegt.
| Name             | Untere Station                   | Obere Station             | Hügel         | Koordinaten | Eröffnung | Stilllegung | Bild |
| ---------------- | -------------------------------- | ------------------------- | ------------- | ----------- | --------- | ----------- | ---- |
| Concepción       | Calle Prat                       | Paseo Gervasoni           | Concepción    | ⊙           | 1883      |             |      |
| Cordillera       | Calle Serrano                    | Plaza Eleuterio Ramírez   | Cordillera    | ⊙           | 1887      |             |      |
| Artillería 1     | Plaza Wheelwright                | Paseo 21 de Mayo          | Artillería    |             | 1892      | 1968        |      |
| Artillería 2     | Plaza Wheelwright                | Paseo 21 de Mayo          | Artillería    | ⊙           | 1908      |             |      |
| San Juan de Dios | Hospital San Juan de Dios        | Hospital San Juan de Dios | El Litre      |             | 1898      | 1906        |      |
| Bellavista       | Straße Condell                   | Straße Héctor Calvo       | Bellavista    |             | 1899      | 1970        |      |
| Panteón          | Plazuela Ecuador                 | Straße Dinamarca          | Panteón       |             | 1901      | 1952        |      |
| El Peral         | Plaza de Justicia                | Paseo Yugoslavo           | Alegre        | ⊙           | 1901      |             |      |
| Ferroviario      | Avenida España                   | Avenida Diego Portales    | Barón         |             | 1902      | 1911        |      |
| Reina Victoria   | Straße Elías                     | Paseo Dimalow             | Alegre        | ⊙           | 1903      |             |      |
| Esmeralda        | Straße Esmeralda                 | Paseo Mirador Atkinson    | Concepción    | ⊙           | 1905      | 1948        |      |
| Mariposas        | Straße Gaspar Marín              | Paseo Barbosa             | Mariposas     | ⊙           | 1906      | 2009        |      |
| Florida          | Straße Carrera                   | Straße Marconi            | Florida       | ⊙           | 1907      | 2009        |      |
| Arrayán          | Straße Bustamante                | Straße Almirante Riveros  | Arrayán       |             | 1907      | 1971        |      |
| Lecheros         | Straße Eusebio Lillo             | Straße Lecheros           | Lecheros      | ⊙           | 1908      | 2007        |      |
| La Cruz          | Avenida Francia                  | Straße Federico Varela    | La Cruz       | ⊙           | 1908      | 1990        |      |
| Barón            | Avenida España                   | Avenida Diego Portales    | Barón         | ⊙           | 1909      |             |      |
| Larraín          | Straße Eusebio Lillo             | Paseo Hermanos Clark      | Larraín       | ⊙           | 1909      | 2010        |      |
| Santo Domingo    | Straße Cajilla                   | Straße Cayocopíl          | Santo Domingo | ⊙           | 1910      | 1974        |      |
| Espíritu Santo   | Straße Aldunate                  | Straße Rudolph            | Bellavista    | ⊙           | 1911      |             |      |
| Monjas           | Avenida Baquedano                | Straße Bianchi            | Monjas        | ⊙           | 1912      | 2009        |      |
| Villaseca        | Avenida Antonio Varas            | Straße Pedro León Gallo   | Playa Ancha   | ⊙           | 1913      | 2005        |      |
| Placeres         | Avenida Diego Portales           | Avenida Los Placeres      | Placeres      |             | 1913      | 1952        |      |
| San Agustín      | Straße José Tomás Ramos          | Straße Canal              | Cordillera    | ⊙           | 1913      |             |      |
| Merced           | Straße Casablanca, Ecke Canciani | Pasaje Ascensor           | Merced        |             | 1914      | 1915 (?)    |      |
| Ramaditas        | Avenida Santa Elena              | Straße Ramaditas          | Ramaditas     | ⊙           | 1914      | 1941        |      |
| Polanco          | Straße Almirante Simpson         | Straße Latorre            | Polanco       | ⊙           | 1916      |             |      |
| Delicias         | Straße Jorge Ossandón            | Straße Antofagasta        | Delicias      |             | 1925      | 1961        |      |
| Las Cañas        | Straße Luis Cousiño              | Avenida Alemania          | Las Cañas     |             | 1925      | 1980        |      |
| Perdices         | Avenida Perdices                 | Camino Cintura            | Perdices      |             | 1931      | 1968        |      |
| Van Buren        | Hospital Van Buren               | Hospital Van Buren        | El Litre      | ⊙           | 1929      |             |      |
| Villanelo        | Villanelo                        | Villanelo Alto            | Viña del Mar  | ⊙           | 1983      |             |      |